# Hold Me Down (Halsey)
Hold Me Down è un brano musicale della cantante statunitense Halsey, seconda traccia del primo album in studio Badlands, pubblicato il 1º giugno 2015 dalla Astralwerks e dalla Capitol Records.

## Classifiche
| Classifica (2015) | Posizione massima |
| ----------------- | ----------------- |
| Australia         | 78                |